# Якщо ти маєш рацію...
«Якщо ти маєш рацію…» (рос. «Если ты прав…») — радянський художній фільм 1963 року. У фільмі використано розповідь Георгія Шелеста «Самородок».

## Сюжет
Галя «поклала око» на телефонного майстра Олексія Гончарова та частенько телефонує в бюро ремонту, просячи, щоб його прислали. Між молодими людьми виникає взаємне почуття, і Олексій знайомить Галю зі своїми «старими», представляючи її як свою наречену. Обслуговуючи чергових клієнтів, Олексій зустрічає недовіру: клієнти побоюються, що він їх «обчистить». Олексій ображається і відмовляється у них працювати. Незрозумілий начальством, він іде з роботи. Галя не підтримує його, і відносини з нею також дають тріщину. Дідусь Галі — репресований комбриг, після реабілітації стає письменником. Він проводить з хлопцем розмову і дає йому почитати свій твір. У ньому описується випадок, що стався з ним в 1942 році, коли він зі своїми товаришами мив золото на Колимі: вони знаходять самородок вагою в півтора кілограми.

## У ролях
- Станіслав Любшин — Олексій
- Жанна Болотова — Галя
- Олексій Краснопольський — дідусь Галі
- Галина Соколова — Катя Соколова, диспетчер бюро ремонту
- Геннадій Сайфулін — Гена, механік телеательє
- Анатолій Волков — сусід Олексія по гуртожитку
- Валентин Грачов — Ваня, сусід Олексія по гуртожитку
- Дмитро Шутов — командувач військовою флотилією Душенов, політв'язень
- Іван Лапиков — голова колгоспу Юхим Голубєв, політв'язень
- Григорій Лямпе — партійний працівник Гендель, політв'язень
- Михайло Львов — обліковець з кримінальників
- Михайло Медведєв — епізод
- Віктор Щеглов — Микола Іванович, начальник вузла
- Микола Ковшов — Висотін
- Петро Вишняков — батько Олексія
- Олександра Данилова — тітка Альоші

## Знімальна група
- Автори сценарію:  Еміль Брагинський,  Юрій Єгоров
- Режисер-постановник:  Юрій Єгоров
- Оператори:  Ігор Шатров,  Петро Катаєв
- Художники:  Ігор Бахметьєв, Ной Сендеров
- Композитор:  Марк Фрадкін